# OK Marina Kaštela
OK Marina Kaštela est un club croate de volley-ball fondé en 2000 et basé à Kaštel Gomilica, évoluant pour la saison 2016-2017 en Superliga.

## Palmarès
- Coupe de Croatie
  - Vainqueur : 2016.
  - Finaliste : 2014, 2015.
- Supercoupe de Croatie
  - Vainqueur : 2016[3]2017[4]
- Championnat de Croatie
  - Vainqueur : 2017.
  - Finaliste : 2014.

## Effectifs

### Saison 2017-2018
| No                                      | Nom                                     | Date de naissance                       | Taille                         | Poids                          | Poste                          |
| --------------------------------------- | --------------------------------------- | --------------------------------------- | ------------------------------ | ------------------------------ | ------------------------------ |
| 2                                       | Bruna Botić                             | 29 octobre 1996                         | 170                            | 64                             | Libero                         |
| 3                                       | Danijela Subašić                        | 12 janvier 1997                         | 176                            | 67                             | Libero                         |
| 5                                       | Nikolina Božičević                      | 14 janvier 1995                         | 167                            | 56                             | Libero                         |
| 7                                       | Lara Dežulović                          | 23 avril 1998                           | 185                            | 65                             | Centrale                       |
| 8                                       | Marija Barić                            | 29 février 1988                         | 178                            | 64                             | Passeuse                       |
| 10                                      | Danica Uljević                          | 24 janvier 1990                         | 189                            | 74                             | Centrale                       |
| 11                                      | Hana Grizelj                            | 28 juillet 1999                         | 180                            |                                | Réceptionneuse-attaquante      |
| 13                                      | Elena Vukić                             | 10 décembre 1991                        | 189                            | 80                             | Réceptionneuse-attaquante      |
| 14                                      | Klara Jureta                            | 1er mai 2002                            | 183                            | 68                             | Attaquante                     |
| 15                                      | Nelli Čopić                             | 6 mai 1998                              | 183                            | 71                             | Passeuse                       |
| 18                                      | Tonka Parčina                           | 20 décembre 2000                        | 185                            | 64                             | Centrale                       |
| 19                                      | Magdalena Karadža                       | 10 août 2003                            | 170                            |                                | Libero                         |
| ?                                       | Matea Vidović                           | 21 juillet 1997                         | 189                            |                                | Centrale                       |
|                                         |                                         |                                         |                                |                                |                                |
| Encadrement technique                   | Encadrement technique                   |                                         | Légende                        | Légende                        | Légende                        |
| Entraîneur : Milorad Krunić             | Entraîneur : Milorad Krunić             | Entraîneur : Milorad Krunić             | : Capitaine                    | : Capitaine                    | : Capitaine                    |
| Entraîneur(s) adjoint(s) : Goran Jahura | Entraîneur(s) adjoint(s) : Goran Jahura | Entraîneur(s) adjoint(s) : Goran Jahura | : Joueuse blessée actuellement | : Joueuse blessée actuellement | : Joueuse blessée actuellement |